# Мексиканско кино
Историята на киното в Мексико води началото си от появата на първия кинетоскоп през януари 1895 година и първия кинематограф през август 1896 година. С тях са създадени първите мексикански неми филми, които не са добре документирани, а повечето са изгубени през следващите години. Мексико участва активно в прехода към озвучени филми, като през този период местната киноиндустрия се разраства и придобива по-голямо значение, появяват се и първите мексикански кинозвезди с международна известност, като актрисата Долорес дел Рио, която се снима и в Съденинените американски щати. През 40-те и началото на 50-те години на XX век мексиканското кино преживява своя Златен век. Наред с широката популярност на мексиканското кино от тези години в цяла Латинска Америка, филми като „Забравените“ на Луис Бунюел имат голям успех сред международната критика и на престижни кинофестивали. С края на Златния век започва продължителен период на евтини продукции с тематичен фокус върху екшъна, насилието и еротиката. В края на 80-те и началото на 90-те години се наблюдава нов подем на мексиканското кино с висококачествени филми, които привличат международна публика.